# Харпер, Элайджа
Элайджа Харпер (англ. Elijah Harper; 1949—2013) — современный канадский политический деятель, по происхождению коренной индеец, вождь племени кри.

## Биография
Родился 3 марта 1949 года в резервации Ред Сакер Лейк на северо-востоке провинции Манитоба в 700 км от Виннипега у Аллана Б. (отец) и Этель (мать) Харпер. Образование получал в школах-интернатах в Норуэй-Хаусе (Norway House), Брандоне (Brandon) и Бёртле (Birtle) в Манитобе, посещал среднюю школу в Гарден Хилл (Garden Hill) и в Виннипеге, в 1971 и 1972 гг. учился в Манитобском Университете. Затем работал в качестве сотрудника, впоследствии — руководителя группы, по развитию общины Манитобского Индейского Братства и программным аналитиком Манитобского Департамента по делам Севера.
В 1978 году в возрасте 29 лет Элайджа Харпер был избран вождём индейского племени кри (Cree/Cri), по современной канадской политической терминологии — коренного народа, в Ред Сакер Лейк (Red Sucker Lake Indian Band, Red Sucker Lake First Nation). В 1981 году был избран депутатом Законодательного Собрания провинции Манитоба от округа Рупертсленд (the Rupertsland constituency) и занимал это место в течение последующих 11 лет. В 1986 году был назначен в кабинет в качестве министра без портфеля ответственным за дела коренных народов, а в 1987 году — министром по делам Севера.
Звёздный час Элайджи Харпера настал в 1990 году, когда он, занимая оппозицию в качестве депутата Законодательного собрания провинции Манитоба, публично украшал себя орлиным пером на заседаниях в знак протеста против предложенной федеральным правительством и уже ратифицированной всеми остальными законодательными собраниями новой редакции канадской Конституции, известной как Соглашение озера Мич 1987 года, так как она не содержала никаких гарантий в отношении обычайного права коренных народов Канады и потому что представители коренных народов не были привлечены к процессу выработки Соглашения. Вето Харпера, ставшего тогда знаменитостью в масштабе всей канадской нации, заблокировало возможность утвердить решение в Законодательном собрании Манитобы в порядке голосования только собранием в обход публичных консультаций в провинции и не позволяло достичь цели по принятию Соглашения до истечения трёхлетнего срока, отведённого на подписание всеми провинциями, даже с учётом 3-месячного продления для Манитобы в последний момент. Харпер встал с пером в руке перед собранием и с достоинством вождя, твёрдо и выразительно сказал: «Нет!»
Зная о неизбежном вето Харпера, свою уже поставленную подпись под Соглашением отозвали провинция Новый Брансуик, а также Ньюфаундленд и Лабрадор, и хотя премьер Нового Брансуика подпись свою под изменённым в середине июня 1990 года Соглашением вернул, премьер-министр Ньюфаундленда и Лабрадора делать это отказался без консультаций с народом, а потом и вовсе не решился ставить вопрос на переголосовку, чем Соглашение это похоронил окончательно.
Харпер также выступил в 1992 году против Шарлоттаунского соглашения, несмотря на то, что Собрание Коренных Народов и его председатель Овид Меркрёди соглашались его поддержать. Провальный результат референдума по этому Соглашению в большинстве канадских провинций показал правоту Харпера.
Харпер вышел из законодательного органа Манитобы 10 ноября 1992 года. Сначала он хотел выдвигаться на федеральных выборах 1993 года в качестве кандидата от Новой Демократической партии Канады в графстве Чёрчилль (Манитоба). Но поскольку избранный ранее депутат от новых демократов отказался уступить ему место, Харпер обратился к другим политическим партиям. В начале 1993 года он принял предложение представлять в этом округе Либеральную партию Канады, но отказался признать, что перемена партийной принадлежности отразит изменение его принципов: его намерениями оставалось выражение интересов коренных жителей Канады вне связи с партийной линией, что создавало противоречивую ситуацию в стане Либеральной партии. Депутаты-либералы от Квебека не желали ассоциироваться с человеком, который похоронил Соглашение озера Мич.
На выборах 1993 года в качестве депутата от либералов он победил, но уступил в 1997 и в 2000 годах кандидату от Новой Демократической партии Бев Дежарлэ.
Элайджа Харпер скончался 17 мая 2013 года.